# Carmen Laforet
Carmen Laforet (n. 6 septembrie 1921 - d. 28 februarie 2004) a fost o scriitoare spaniolă.
A scris o proză alertă, îmbinând reminiscențe autobiografice cu observația exactă, de un realism original, lipsit de sentimentalism.

## Scrieri
- 1945: Nimic ("Nada")
- 1952: Insula și demonii ei ("La isla y los demonios")
- 1955: Femeia nouă ("La mujer nueva")
- 1963: Insolația ("La insolación").